# LMX1A
LMX1A‏ (LIM homeobox transcription factor 1 alpha) هوَ بروتين يُشَفر بواسطة جين LMX1A في الإنسان.